# Tabanus loukashkini
Tabanus loukashkini är en tvåvingeart som beskrevs av Philip 1956. Tabanus loukashkini ingår i släktet Tabanus och familjen bromsar. Inga underarter finns listade i Catalogue of Life.